# 유트랙
유트랙(YouTrack)은 젯브레인즈가 개발한 사유의 상용 브라우저 기반 버그 추적기, 이슈 추적 시스템, 프로젝트 관리 소프트웨어이다. 자동 완성을 포함한 쿼리 기반 이슈 검색, 일괄적으로 이슈 조작, 이슈 속성 집합의 사용자 지정, 사용자 지정 워크플로 생성에 초점을 둔다.

## 같이 보기
- 프로젝트 관리 소프트웨어
- 버그 추적 시스템